# Šagovina Cernička
Šagovina Cernička (lokalni naziv: Šagovina) je naseljeno mjesto u Republici Hrvatskoj u općini Cernik u Brodsko-posavskoj županiji. Načelnik sela je dipl. ing. Petar Matošević.

## O naselju
U Šagovini Cerničkoj se nalazi katolička crkva Svetog Luke, a kirvaj je 18. listopada. Načelnik sela je Petar Matošević.

## Zemljopis
Šagovina Cernička se nalazi sjevernoistočno od Cernika i Nove Gradiške na južnim padinama Psunja, susjedna sela su Giletinci na istoku, Žuberkovac i Mašićka Šagovina na zapadu.

## Stanovništvo
Prema popisu stanovništva iz 2011. godine Šagovina Cernička je imala 312 stanovnika. 
| broj stanovnika | 428   | 418   | 447   | 458   | 498   | 778   | 497   | 546   | 564   | 550   | 548   | 476   | 378   | 354   | 358   | 312   | 206   |
|                 | 1857. | 1869. | 1880. | 1890. | 1900. | 1910. | 1921. | 1931. | 1948. | 1953. | 1961. | 1971. | 1981. | 1991. | 2001. | 2011. | 2021. |